# Polizeidirektion
Als Polizeidirektion werden übergeordnete Polizeibehörden bezeichnet. Der Begriff wird seit dem 18. Jahrhundert für verschiedene Behörden verwendet. So wurde z. B. 1782 in Wien die erste „Polizeidirektion“ eingeführt, 1809 in Hannover eine Königlich Westfälische Polizeidirektion.

## Deutschland
Die Polizeidirektion (PD) ist in vielen deutschen Bundesländern eine Mittelbehörde der Landespolizeien; nur in Baden-Württemberg ist es die untere Polizeivollzugsbehörde, der aber dennoch die Reviere nachgeordnet sind. Mittelbehörden sind dort die Regierungspräsidien.
Einer Polizeidirektionsbehörde unterstehen mehrere Polizeiinspektionen (z. B. in Rheinland-Pfalz, Niedersachsen, Brandenburg), Polizeireviere (z. B. Baden-Württemberg, Bremen, Sachsen), Polizeiabschnitte (Berlin), Polizeistationen (Hessen).
Der Direktionsleiter ist Polizeibeamter des höheren Dienstes: So werden die fünf Berliner Polizeidirektionen von je einem Leitenden Polizeidirektor geführt. Den Berliner Polizeidirektionen sind je zwischen sechs und acht Polizeiabschnitte nachgeordnet.
Vorgesetzte Behörde ist das Polizeipräsidium oder eine vergleichbare Institution, in Sachsen das Sächsische Innenministerium selbst; auch in Nordrhein-Westfalen ist der Polizeibezirk direkt dem Landesinnenministerium unterstellt.

## Schweiz
In der Schweiz ist Polizeidirektion in manchen Kantonen der Name eines kantonalen Ministeriums; siehe Polizeidepartement und Sicherheitsdirektion.